# گوگل لنز
گوگل لنز (به انگلیسی: Google Lens) یک فناوری تشخیص تصویر طراحی شده توسط گوگل است؛ که به منظور ارائه ی اطلاعات مربوط به اشیا با استفاده از تجزیه و تحلیل اطلاعات مبتنی بر شبکه عصبی طراحی شد. این اپ برای اولین بار درگوگل آی/او ۲۰۱۷ به عنوان یک اپلیکیشن مستقل معرفی شد

## ویژگی‌ها
هنگام هدایت دوربین تلفن به سمت یک شی، گوگل لنز سعی می‌کند با خواندن بارکد، کدهای QR، برچسب‌ها و متن، آن شی را شناسایی کرده و نتایج جستجو و اطلاعات مربوط را نشان دهد. به عنوان مثال، هنگامی که دوربین دستگاه را به سمت برچسب Wi-Fi حاوی نام شبکه و رمز عبور می‌کشید، به‌طور خودکار به منبع Wi-Fi اسکن شده متصل می‌شود. لنز همچنین با برنامه‌های گوگل فوتوز و دستیار گوگل یکپارچه شده‌است. این سرویس مشابه Google Goggles است، برنامه قبلی که عملکرد مشابه اما با توانایی کمتری داشت. لنز برای تقویت توانایی‌های تشخیص، از روال‌های پیشرفته تر یادگیری عمیق استفاده می‌کند، مشابه برنامه‌های دیگر مانند بیکسبی (برای دستگاه‌های سامسونگ که پس از سال ۲۰۱۶ منتشر شد) و مجموعه ابزار تجزیه و تحلیل تصویر (موجود در گوگل پلی). در گوگل آی/او چهار ویژگی جدید را اعلام کرد. این نرم‌افزار قادر خواهد بود موارد موجود در یک منو را شناسایی و توصیه کند. این برنامه همچنین توانایی محاسبه نکات و تقسیم صورتحساب‌ها، نشان دادن نحوه تهیه غذاها از طریق دستورالعمل را دارد و می‌تواند از ویژگی متن به گفتار استفاده کند. گوگل در تاریخ (۱۴ ژوپن ۲۰۲۳) اعلام کرد ویژگی تشخیص احتمالی بیماری پوستی به سرویس لنز اضافه شده است و این امکان فعلا در ایالات متحده در دسترس است 

## عرضه و دسترسی
گوگل به‌طور رسمی گوگل لنز را در ۴ اکتبر ۲۰۱۷ با پیش نمایش برنامه از پیش نصب شده در پیکسل ۲ راه اندازی کرد. در نوامبر ۲۰۱۷، ویژگی شروع به کار در دستیار گوگل برای تلفن‌های Pixel و Pixel 2 کرد. پیش نمایش لنز نیز در برنامه گوگل فوتوز برای تلفن‌های گوگل پیکسل پیاده‌سازی شده‌است. در ۵ مارس ۲۰۱۸، گوگل رسماً گوگل لنز را در تلفن‌های غیر Pixel به گوگل فوتوز  منتشر کرد. پشتیبانی از لنز در نسخه گوگل فوتوز برای آی‌اواس در ۱۵ مارس ۲۰۱۸ انجام شد. از ماه مه ۲۰۱۸، گوگل لنز در دستگاه دستیار گوگل در دستگاه‌های وان‌پلاس در دسترس قرار گرفت و همچنین در برنامه‌های دوربین تلفن‌های مختلف اندرویدی ادغام شد. یک برنامه مستقل گوگل لنز در ژوئن ۲۰۱۸ در گوگل پلی در دسترس قرار گرفت. پشتیبانی از دستگاه محدود است، اگرچه مشخص نیست که کدام دستگاه‌ها پشتیبانی نمی‌شوند و چرا. این به اندروید مارشمالو (۶٫۰) یا نسخه جدیدتر نیاز دارد. در ۱۰ دسامبر 2018 Google ویژگی جستجوی بصری لنز را در برنامه گوگل برای iOS راه اندازی کرد.

## امکانات
- جستجوی تصویر [۲۱]
- کپی و ترجمه متون
- راهنمایی در انجام تکالیف و حل مسائل
- تشخیص بیماری های پوستی (فعلا در ایالات متحده فعال است) [۲۲]